# Toyota Corolla E15

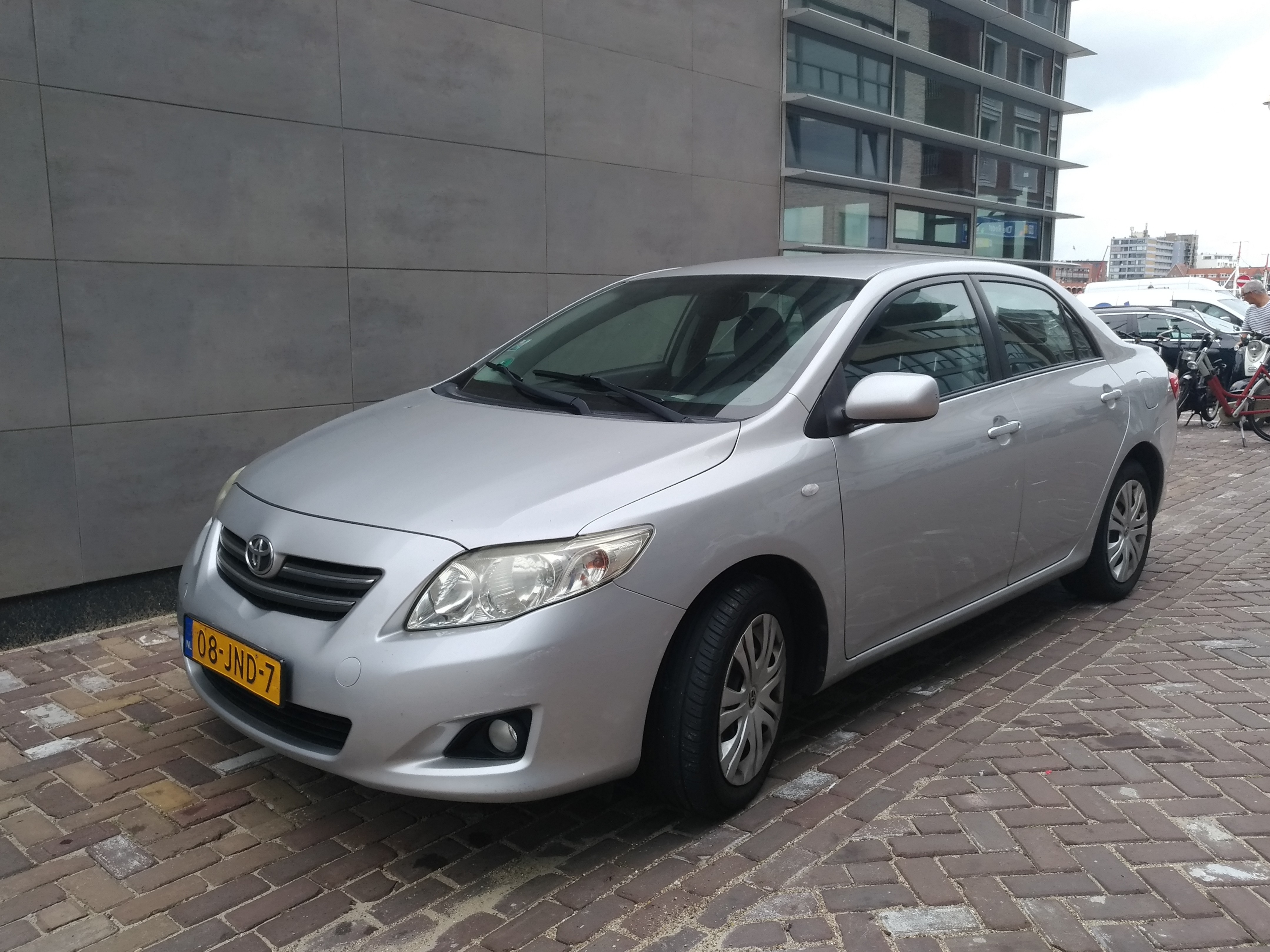
Toyota Corolla E15 sedan (2009).

De Toyota Corolla E15 is de tiende generatie Toyota Corolla. Deze generatie was verkrijgbaar in Nederland van 2007 tot en met 2010. Ten tijde van introductie werden de verschillende carrosserievormen, beschikbaar van de E12-generatie, van elkaar gescheiden. De sedan bleef Corolla heten, de hatchback ging Toyota Auris heten, de MPV Toyota Corolla Verso werd Toyota Verso en de stationwagen werd vervangen door de Toyota Avensis.

## Ontwerp
De tiende generatie voor de Europese, Australische en Zuid-Afrikaanse markt zijn gebouwd op het Toyota New MC platform, met E15 of E150 als modelcode. De Japanse Corolla van tiende generatie werd gebouwd op hetzelfde Toyota MC platform als de negende generatie, en kreeg E14 of E140 als modelcode. De Corolla voor alle overige markten werd op een verbreed Toyota MC platform gebouwd en kreeg daarom ook modelcode E14 of E140.
Nicolas Hogios, Anthony Cheung, Tatsurou Koshino, Tetsuya Nakagawa en Jun Takahashi zijn ontwerpers van de Toyota Corolla E15

## Aandrijving
Alle Toyota Corolla E15 modellen zijn voorwielaangedreven, hebben de motor voorin het voertuig liggen en deze is dwarsgeplaatst.

### Motorengamma
- 1598 cm³ viercilinder benzinemotor 3ZZ-FE (chassiscode: ZZE150L);
- 1598 cm³ viercilinder benzinemotor 1ZR-FE (chassiscode: ZRE151L);
- 1364 cm³ viercilinder dieselmotor 1ND-TV (chassiscode: NDE150L);
- 1998 cm³ viercilinder dieselmotor 1AD-FTV (chassiscode: ADE150L).